# Florent Rouamba
Florent Rouamba (Ouagadougou, 31 dicembre 1986) è un ex calciatore burkinabé, di ruolo centrocampista.

## Carriera

### Nazionale
Ha partecipato a quattro edizioni della Coppa d'Africa.

## Palmarès

### Club

#### Competizioni nazionali
- Campionato moldavo: 7

Sheriff Tiraspol: 2006-2007, 2007-2008, 2008-2009, 2009-2010, 2011-2012, 2012-2013, 2013-2014
- Coppa di Moldavia: 4

Sheriff Tiraspol: 2005-2006, 2007-2008, 2008-2009, 2009-2010
- Supercoppa di Moldavia: 3

Sheriff Tiraspol: 2007, 2013, 2014

#### Competizioni internazionali
- Coppa dei Campioni della CSI: 1

Sheriff Tiraspol: 2009